# Väsby gård

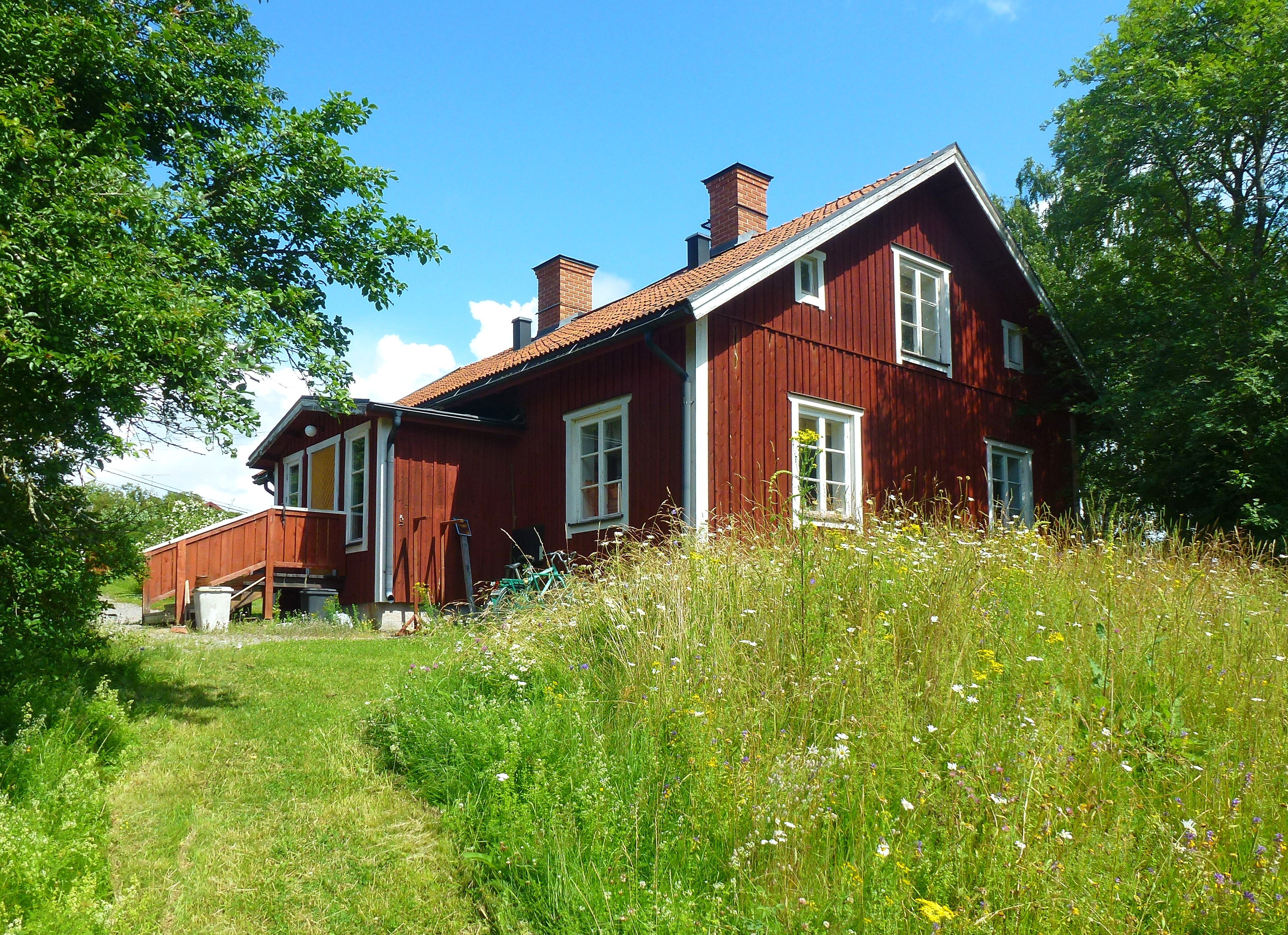
Väsby gårds huvudbyggnad, 2015.

Väsby gård är en bondgård som ligger i ett historiskt odlingslandskap på Järvafältet i Sollentuna kommun utanför Stockholm. Väsby är en av de få gårdar på Järvafältet som fortfarande bedriver aktivt jordbruk. Tillsammans med granngården Bögs gård utgör området ett unikt kulturlandskap i Stockholms län. Vid gården finns Floras trädgård som visar cirka 200 växter som har funnits i människans närhet från stenåldern fram till idag. Området ingår i Östra Järvafältets naturreservat. 

## Forntid
På Väsbys ägor, väster om sjön Ravalen finns en 185x150 meter stor fornborg. Strax öster om Väsby ligger ett gårdsgravfält från yngre järnåldern som innehåller sammanlagt 50 gravanläggningar med treuddar, stensättningar och rösen. Till Väsby hör två gravfält med tillsammans 15 gravar från järnåldern. Det är troligt att Väsby gård och närbelägna Bögs gård anlades vid denna tid.

## Historisk tid

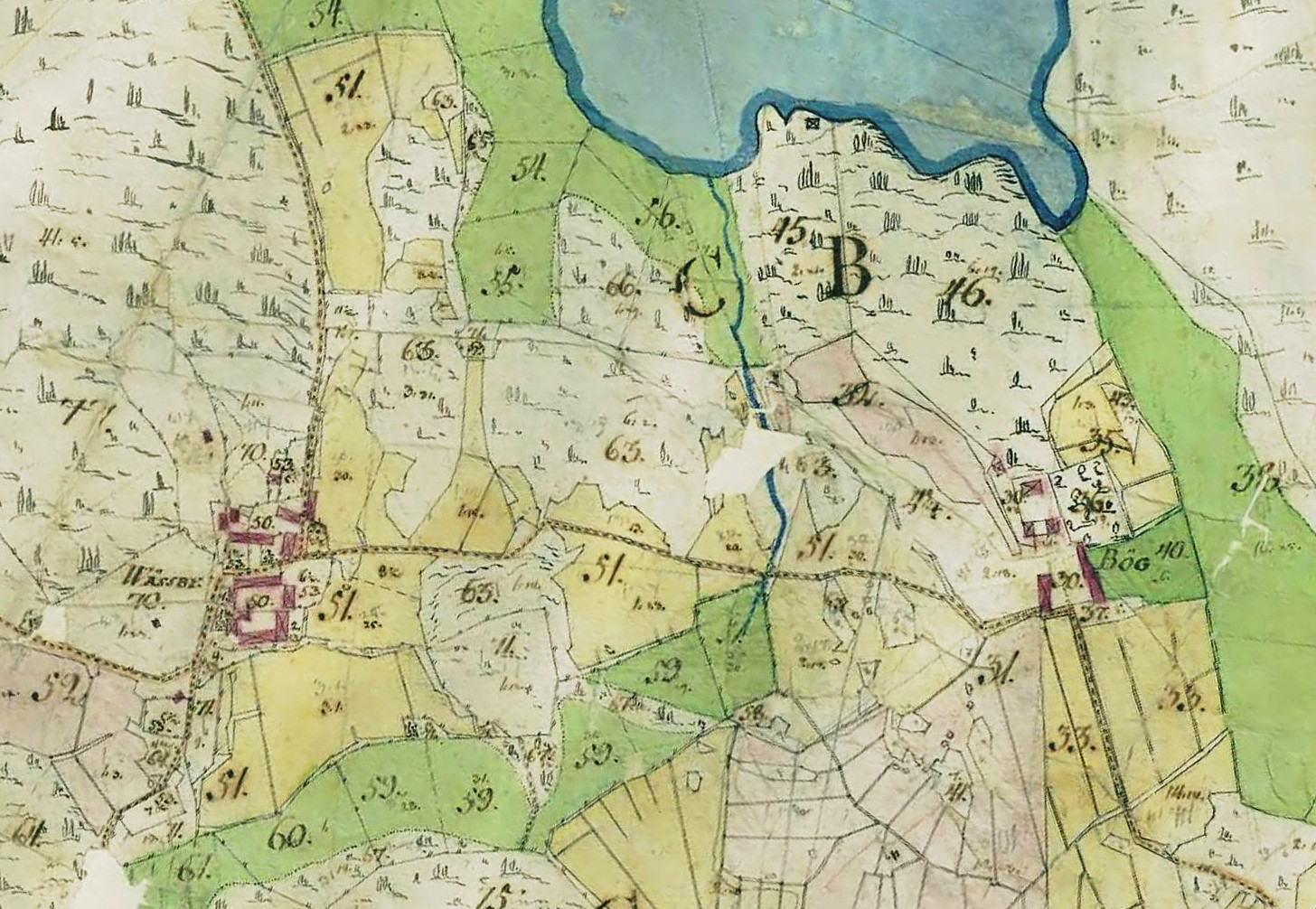
Gårdarna Väsby och Bög 1810-1811.

Väsby nämns första gången skriftligt år 1444 (Lasse j wesby). Enligt en taxeringslängd från år 1599 bestod Väsby by av tre gårdar och år 1636 anges antalet till två gårdar.
På lantmäterikartan från år 1810/1811 syns Wässbys bebyggelse på varsin sida om byvägen. Intill husen låg flera kålgårdar för odling av grönsaker och runt byn utbredde sig beteshagar och åkrar medan skogsmarken  och skogsbeteshagar låg utanför inägomarken. Vid den tiden lydde Väsby liksom Bög under Edsbergs slott.
En ny mangårdsbyggnad stod färdig år 1897 och finns fortfarande kvar. Samtidigt uppfördes även en stor ladugård med plats för djur, foder och redskap väster om boningshuset.  Då försvann byns mindre byggnader där varje hus hade sin egen funktion och kulturlandskapet fick sin nuvarande karaktär.
Mellan 1906 och 1970 var Järvafältet militärt övningsområde (se Järva skjutfält). Stridsskjutningen skedde i terrängen vid Bög och Väsby. Väsby nyttjades av militären fram till slutet av 1960-talet, sedan förvärvade Sollentuna kommun gården.

## Väsby båtsmanstorp
Väsby båtsmanstorp är känt sedan 1725 då det omnämns i husförhörslängder och finns inritat på en karta från 1811. Torpet låg cirka 600 meter norr om Väsby gård och intill den gamla landsvägen till Viby gård. Stugan brann ner 1928. I ett led att återskapa historiska odlingslandskap mellan gårdarna Väsby och Bög lät kommunen 2006 röja tomtplatsen och håller sedan dess området öppet. Åkern, ängen och gärdesgården runt torpplatsen har återskapats.

## Naturskolan
Vid Väsby gård driver Sollentuna kommun en naturskola som ligger i en huslänga som militären använde fram till slutet av 1960-talet.  Naturskolans uppgift är att sprida kunskap om naturen och om hållbar utveckling. Här får skolklasser lära sig mer om områdets växter och djur och deltar i historisk skötsel av odlingslandskapet. Naturskolan arbetar efter mottot "att lära in ute".

### Bilder, gården

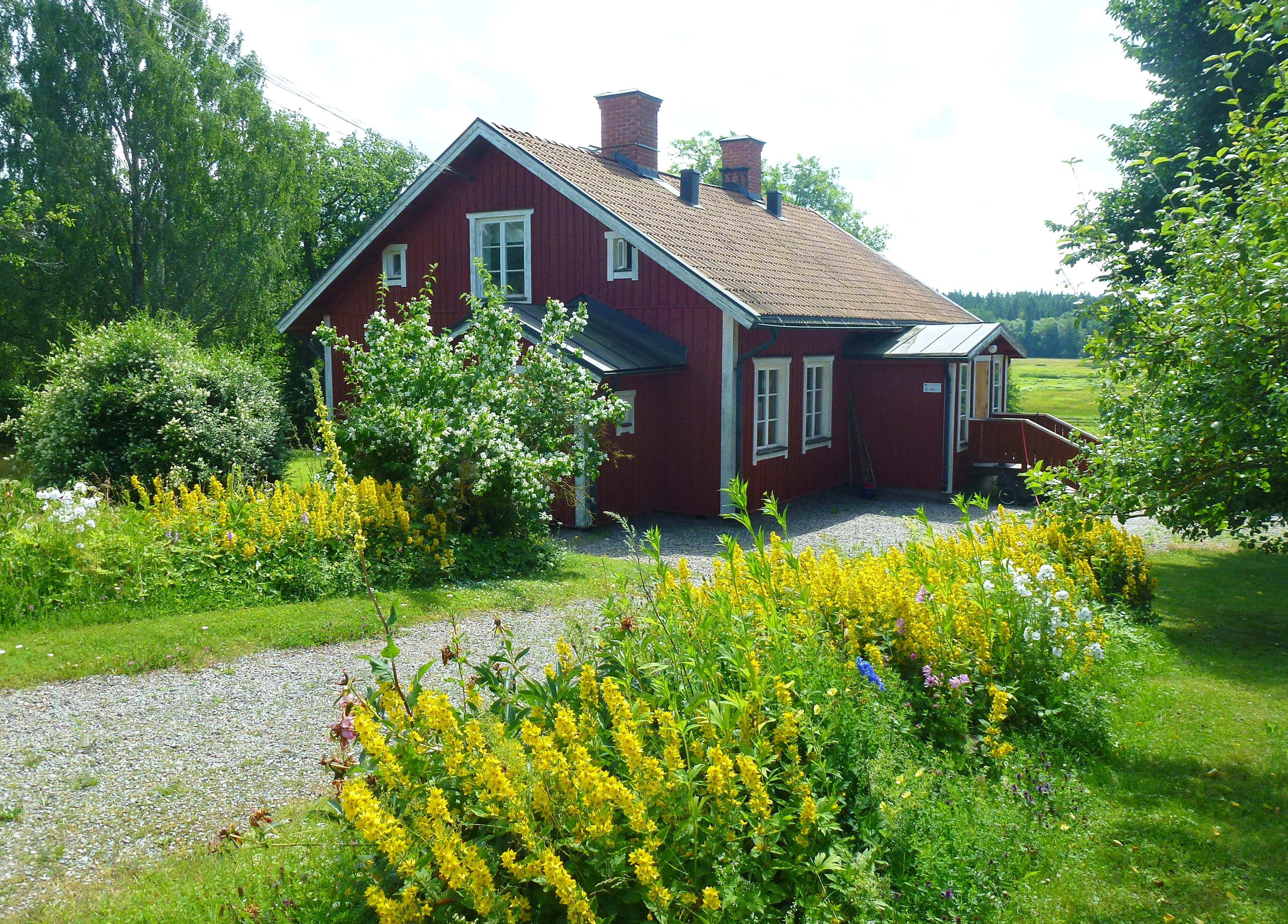
Mangårdsbyggnad
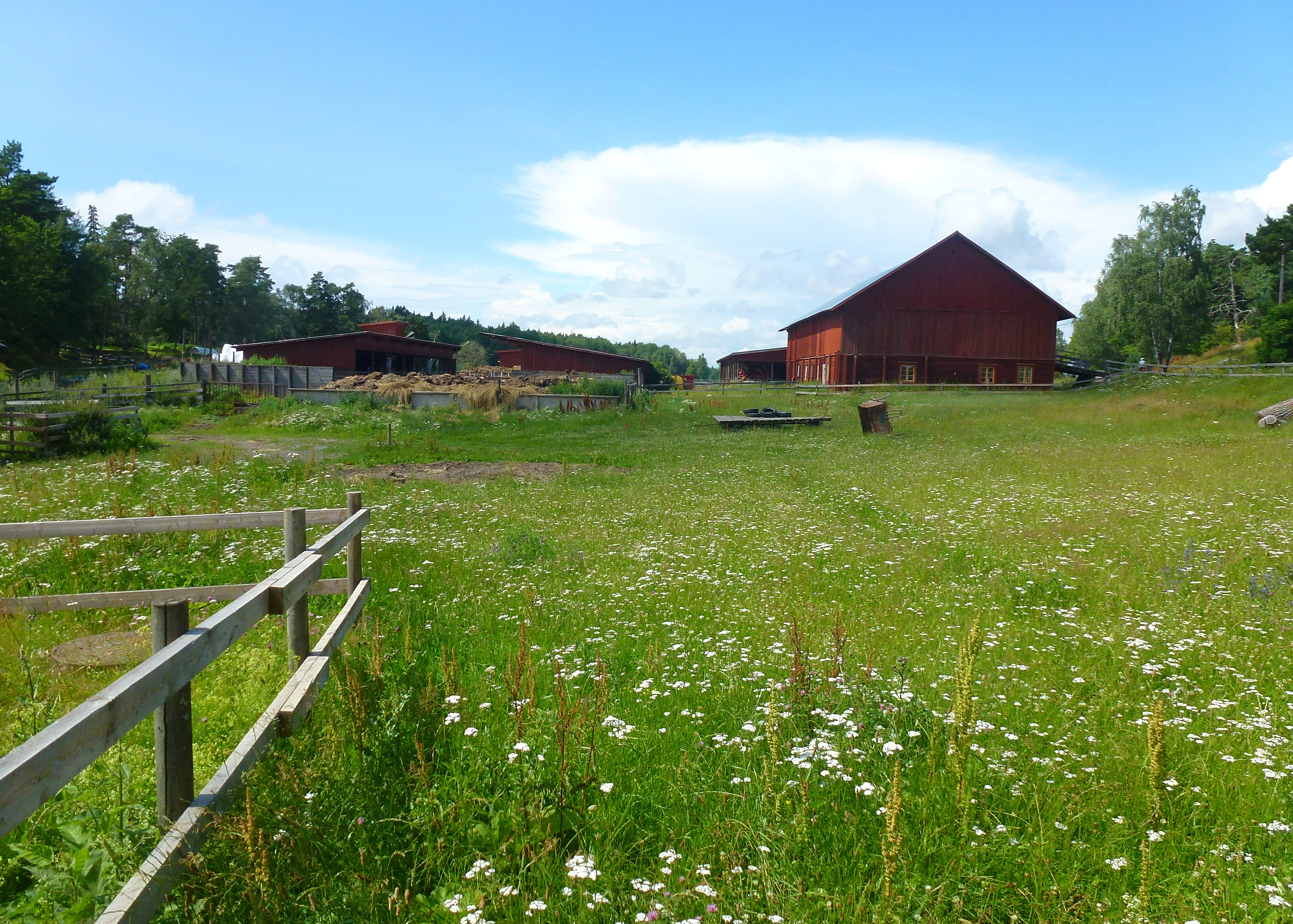
Ladugården
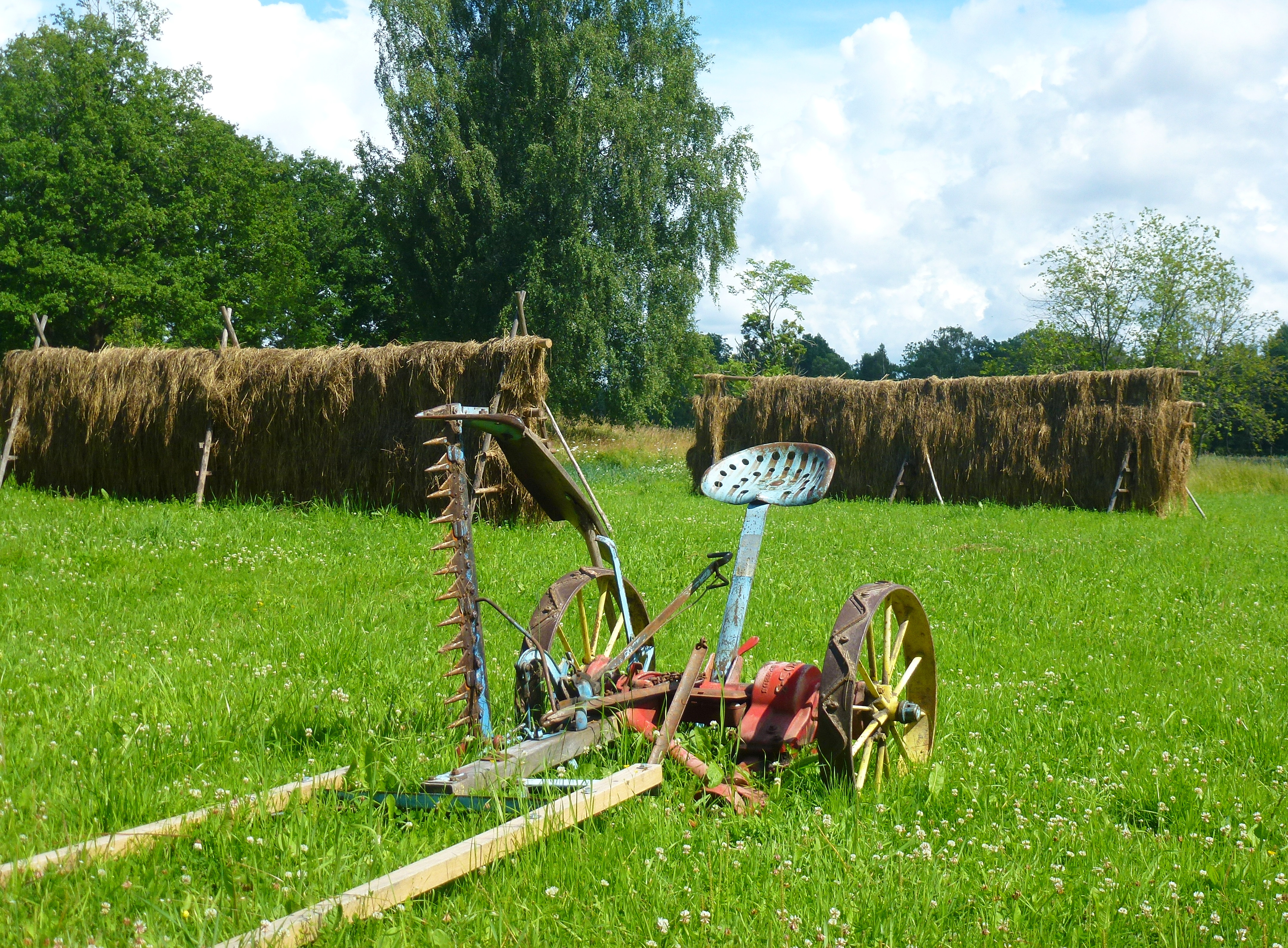
Jordbrukslandskap
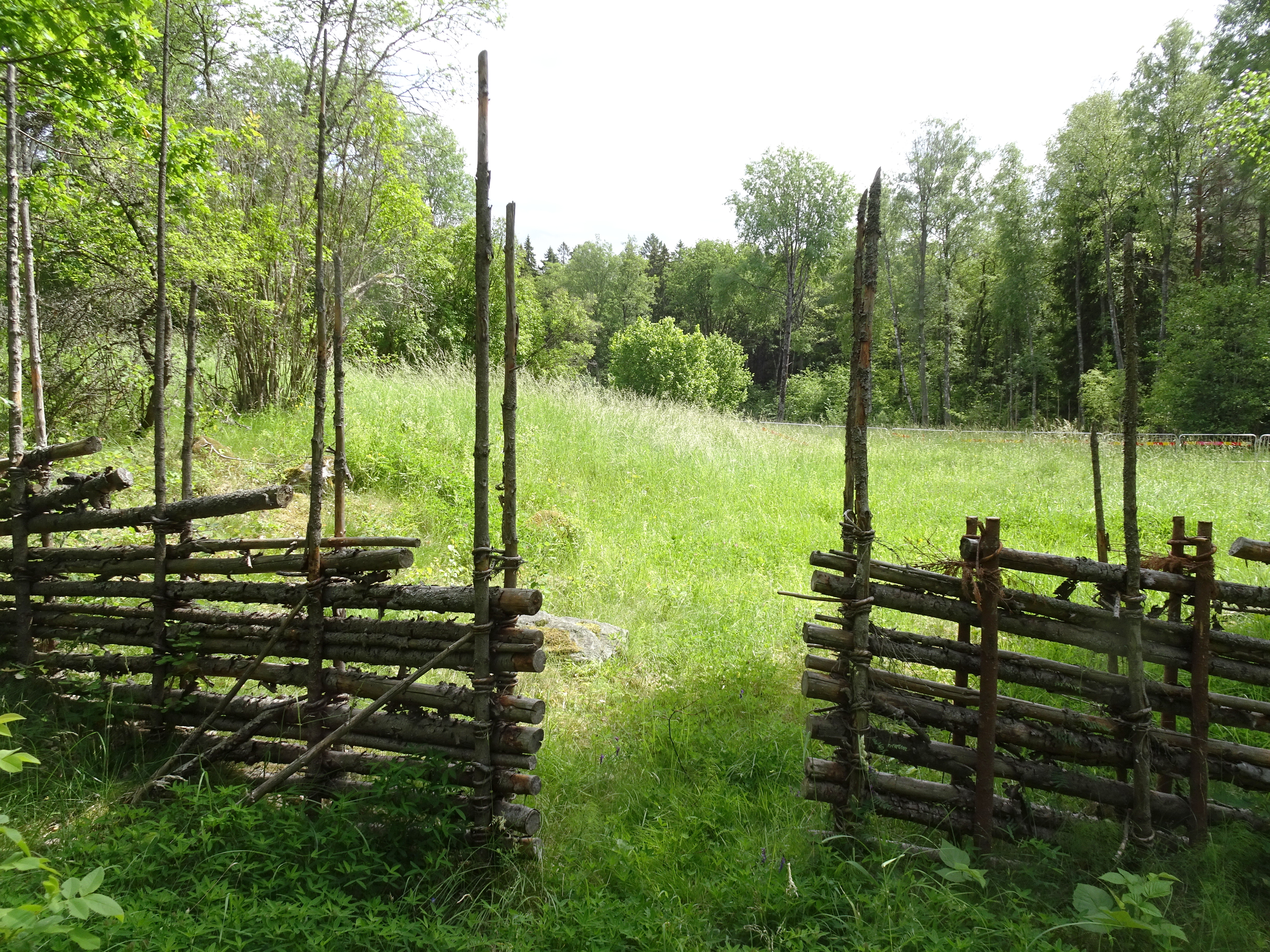
Väsby båtsmanstorps återskapade tomtplats
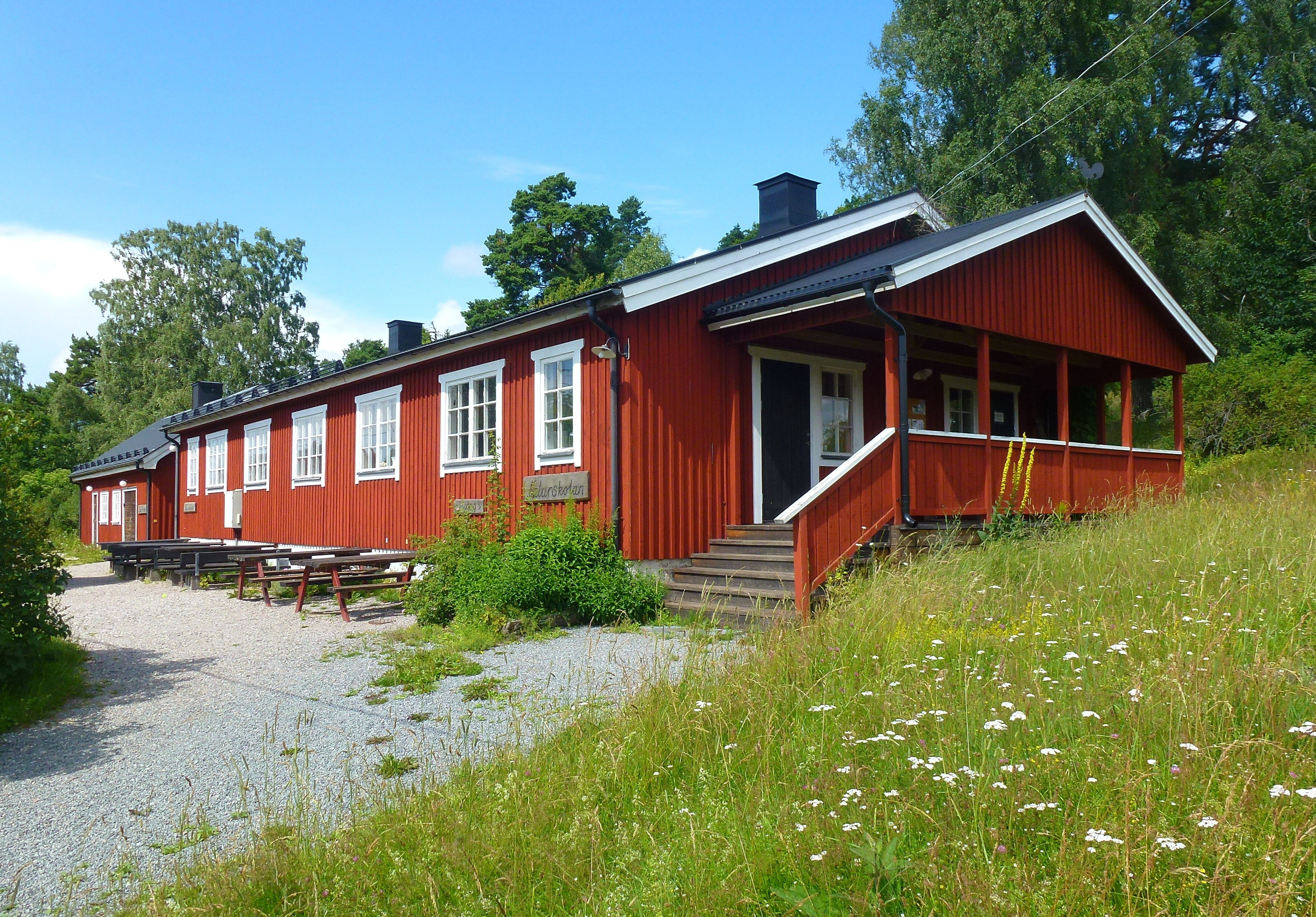
Naturskolan

## Floras trädgård

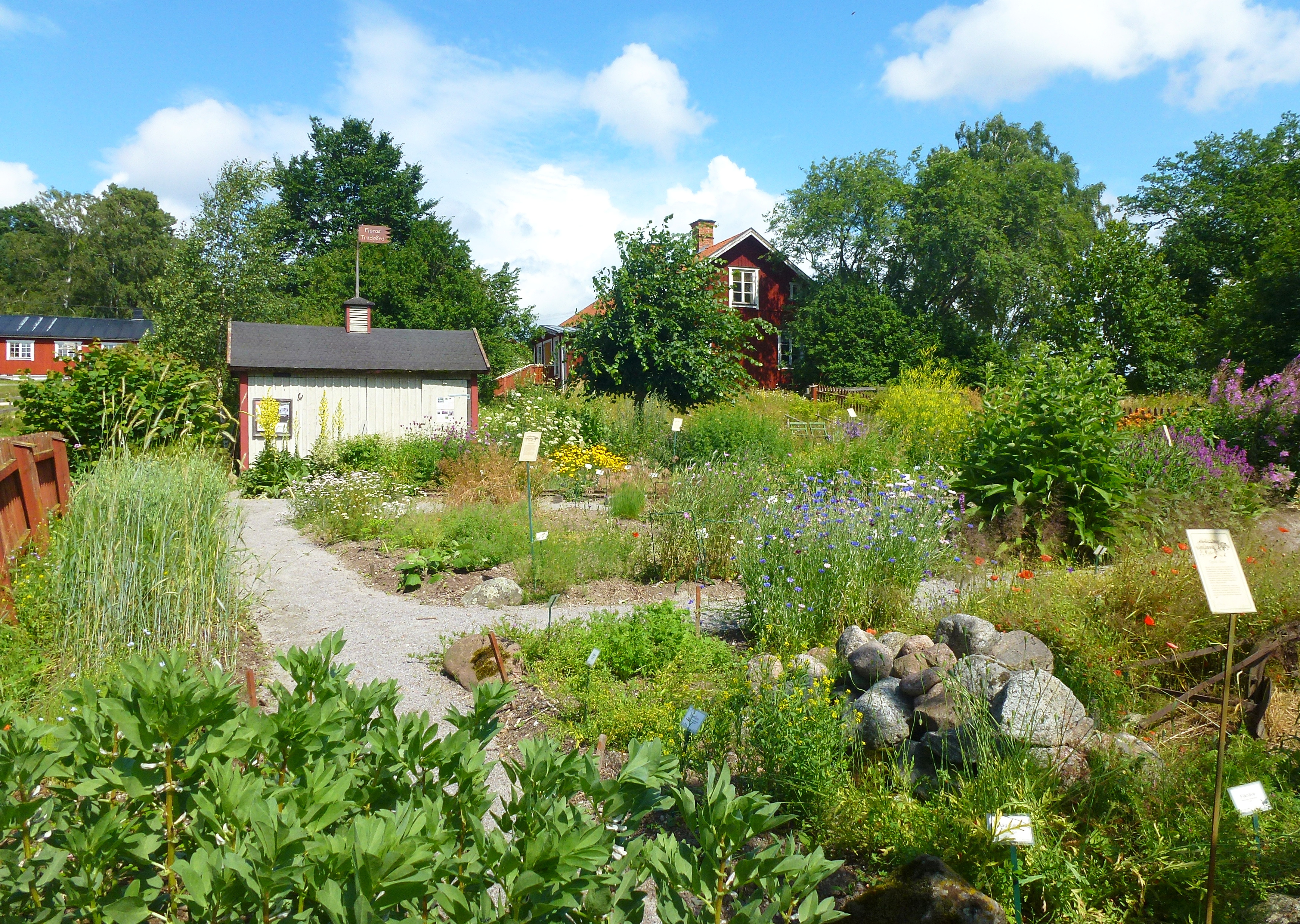
Floras trädgård 2015.

Direkt söder om Väsbys mangårdsbyggnad ligger Floras trädgård. Här visas omkring 200 växter som har funnits i människans närhet från stenåldern fram till idag. Växterna är ordnade efter växtplats och planterades i en så naturlig miljö som möjligt. Så har man mitt i trädgården återskapad en liten bit av en banvall. Här trivs växter som kom med järnvägen och längs vägkanten återfinns växter som spritts utmed grusvägar. Några arter var vanliga förr i tiden men existerar inte längre i vilt tillstånd i kommunen, vilket gör trädgården till en värdefull genbank och ett kulturarv.
Söder om trädgården finns en allmogeåker med åkerns växter odlade i en 7-årig växtföljd från 1890-talet. Växtföljden innehöll odling av spannmål, vall och träda.